# Chockli
Chockli è una suddivisione dell'India, classificata come census town, di 31.779 abitanti, situata nel distretto di Kannur, nello stato federato del Kerala. In base al numero di abitanti la città rientra nella classe III (da 20.000 a 49.999 persone).

## Geografia fisica
La città è situata a 11° 42' 35 N e 75° 34' 09 E.

## Società

### Evoluzione demografica
Al censimento del 2001 la popolazione di Chockli assommava a 31.779 persone, delle quali 14.331 maschi e 17.448 femmine. I bambini di età inferiore o uguale ai sei anni assommavano a 3.497, dei quali 1.763 maschi e 1.734 femmine. Infine, coloro che erano in grado di saper almeno leggere e scrivere erano 27.099, dei quali 12.366 maschi e 14.733 femmine.